# Joaquín González-Herrero González
Víctor Joaquín González-Herrero González (Segovia, 6 de abril de 1958) es fiscal, consejero de dirección en la Oficina de Lucha Antifraude (OLAF) de la Unión Europea, profesor universitario, poeta y consejero del Instituto de la Cultura Tradicional Segoviana Manuel González Herrero.

## Biografía
Hijo del abogado Manuel González Herrero, historiador de Segovia, promotor de Segovia como región uniprovincial y de la recuperación como dominio público de los montes de Valsaín. Tiene tres hermanos: el magistrado Juan Pablo González González, el abogado, empresario y exdiputado del PP al Congreso por Segovia Manuel González-Herrero y Julia González-Herrero –abogada–.
En 1980, se licenció en Derecho por la Universidad Complutense de Madrid y obtuvo el título de doctor en Derecho por la misma universidad en 1993. 

### Abogado
Ejerció la abogacía entre 1980 y 1985.

### Fiscal
Fiscal de carrera desde 1985, ha ejercido en la fiscalía de La Coruña, de Madrid y en la Secretaría Técnica de la Fiscalía General del Estado.
Trabajó en la Unidad de Coordinación de la Lucha Antifraude en Bruselas hasta 1999, año en que pasó a ser funcionario de carrera de la Unión Europea, destinado en la Oficina Europea de Lucha contra el Fraude (OLAF). Aquí, ha ejercido cargos de administrador principal, jefe de la Unidad de Magistrados, jefe de la Unidad de Investigaciones Internas, consejero de Cooperación Judicial y consejero de Dirección de la OLAF.

### Poeta y articulista
En 2009 publicó el poemario Memoria de la ausencia, sobre la muerte y el vacío que deja.
En 2011 publicó Cartas desde Bruselas, crónica de relatos costumbristas, que es una recopilación de sus colaboraciones en El Adelantado de Segovia entre diciembre de 2007 y julio de 2010. Es también colaborador ocasional en otros periódicos, como El País.
En 2014 presentó el poema épico en 1300 versos de inspiración miltoniana Negro sobre rojo, sobre la eterna lucha entre el bien y el mal.
En diciembre de 2017, presentó su obra Segovia en verso, editada por la Diputación Provincial de Segovia. En forma de sonetos, redondillas y silvas, habla de Segovia, sus pueblos y paisajes, sus monumentos, sus personajes históricos y sus símbolos, como la Academia de Artillería, la Academia de San Quirce o la Diputación de Segovia.